# Championnat d'Italie féminin de football 2021-2022
Navigation
Édition précédente Édition suivante
Le Championnat d'Italie féminin de football 2021-2022 ou en italien Serie A Femminile 2021-2022 est la cinquante-cinquième saison du championnat. La Juventus, vainqueure des quatre saisons précédentes, remet son titre en jeu.

## Participantes
| \| Fiorentina Inter Juventus AC Milan Naples AS Rome Sassuolo Sampdoria Empoli Hellas Vérone Lazio Pomigliano \| Localisation des clubs. |
| Fiorentina Inter Juventus AC Milan Naples AS Rome Sassuolo Sampdoria Empoli Hellas Vérone Lazio Pomigliano                               |

Deux clubs accèdent à la Serie A : la SS Lazio et ASDC Pomigliano, respectivement premier et deuxième de Serie B. Ils remplacent San Marino et Pink Bari, qui ayant terminé aux deux dernières places de la saison 2020-2021 descendent en Serie B.
La Sampdoria de Gênes rachète la licence de Florentia San Gimignano et découvre elle aussi la Serie A.
- Légende des couleurs

- Ligue des champions 2021-2022.
- Promu.

| Club            | Localisation      | Stade                      | Classement 2019-2020 |
| --------------- | ----------------- | -------------------------- | -------------------- |
| Juventus FC     | Turin             | Juventus Center            | 1re                  |
| AC Milan        | Milan             | Centro Sportivo Vismara    | 2e                   |
| US Sassuolo     | Sassuolo          | Stadio Enzo Ricci          | 3e                   |
| ACF Fiorentina  | Florence          | Stadio comunale Gino Bozzi | 4e                   |
| AS Rome         | Rome              | Stadio Tre Fontane         | 5e                   |
| SSD Empoli      | Empoli            | Centro sportivo Monteboro  | 6e                   |
| Inter Milan     | Milan             | Stadio Felice Chinetti     | 8e                   |
| Hellas Verona   | Vérone            | Stadio Aldo Olivieri       | 9e                   |
| SSD Naples      | Naples            | Stadio Caduti di Brema     | 10e                  |
| UC Sampdoria    | Gênes             |                            | -                    |
| SS Lazio        | Rome              |                            | 1re D2               |
| ASDC Pomigliano | Pomigliano d'Arco |                            | 2e D2                |

## Compétition
En cas d'égalité de points pour la première place, la Ligue des champions ou pour la relégation, un match d'appui est disputé.
| Rang | Équipe            | Pts | J  | G  | N | P  | Bp | Bc | Diff |
| ---- | ----------------- | --- | -- | -- | - | -- | -- | -- | ---- |
| 1    | Juventus T C S    | 59  | 22 | 19 | 2 | 1  | 57 | 14 | +43  |
| 2    | AS Rome           | 54  | 22 | 17 | 3 | 2  | 60 | 18 | +42  |
| 3    | AC Milan          | 46  | 22 | 14 | 4 | 4  | 51 | 19 | +32  |
| 4    | US Sassuolo       | 43  | 22 | 13 | 4 | 5  | 44 | 24 | +20  |
| 5    | Inter Milan       | 38  | 22 | 12 | 2 | 8  | 42 | 30 | +12  |
| 6    | UC Sampdoria      | 31  | 22 | 10 | 1 | 11 | 29 | 41 | -12  |
| 7    | ACF Fiorentina    | 24  | 22 | 7  | 3 | 12 | 40 | 38 | +2   |
| 8    | ASDC Pomigliano P | 23  | 22 | 7  | 2 | 13 | 25 | 46 | -21  |
| 9    | SSD Empoli        | 23  | 22 | 6  | 5 | 11 | 26 | 40 | -14  |
| 10   | SSD Naples        | 19  | 22 | 5  | 4 | 13 | 17 | 30 | -13  |
| 11   | SS Lazio P        | 13  | 22 | 3  | 4 | 15 | 25 | 60 | -35  |
| 12   | Hellas Vérone     | 5   | 22 | 1  | 2 | 19 | 14 | 70 | -56  |

| Légende : Qualifications et relégations | Légende : Qualifications et relégations                                                                                 |
| --------------------------------------- | --- |
|                                         | Qualification pour la Ligue des champions féminine de l'UEFA 2022-2023                                                  |
|                                         | Barrages de relégation                                                                                                  |
|                                         | Relégation en deuxième division                                                                                         |
|                                         | T : Tenant du titre P : Promu C : Vainqueur de la Coupe d'Italie 2021-2022 S : Vainqueur de la Supercoupe d'Italie 2021 |

- Avec trois relégations cette saison et seulement une promotion de Serie B le championnat 2022-2023 passera à dix équipes.

## Statistiques
Source,,.

### Meilleures  buteuses
| Rg | Joueuse              | Club           | Buts |
| -- | -------------------- | -------------- | ---- |
| 1. | Daniela Sabatino     | ACF Fiorentina | 15   |
| 2. | Lana Clelland        | US Sassuolo    | 11   |
| 3. | Tatiana Bonetti (en) | Inter Milan    | 10   |
| 3. | Valentina Giacinti   | AC Milan       | 10   |
| 3. | Paloma Lázaro (en)   | AS Rome        | 10   |
| 3. | Lindsey Thomas       | AC Milan       | 10   |
| 7. | Sofia Cantore (en)   | US Sassuolo    | 8    |
| 7. | Arianna Caruso       | Juventus       | 8    |
| 7. | Karin Lundin (it)    | ACF Fiorentina | 8    |
| 7. | Ajara Nchout         | Inter Milan    | 8    |
| 7. | Valeria Pirone (en)  | AS Rome        | 8    |

### Meilleures passeuses
| Rg | Joueuse              | Club         | P.d. |
| -- | -------------------- | ------------ | ---- |
| 1. | Manuela Giugliano    | AS Rome      | 9    |
| 2. | Yoreli Rincón        | UC Sampdoria | 8    |
| 3. | Valentina Cernoia    | Juventus     | 7    |
| 3. | Linda Tucceri Cimini | AC Milan     | 7    |
| 5. | Chanté Dompig (it)   | SSD Empoli   | 6    |
| 5. | Kamila Dubcová (en)  | US Sassuolo  | 6    |
| 5. | Cristiana Girelli    | Juventus     | 6    |
| 5. | Benedetta Glionna    | AS Rome      | 6    |

### Clean sheets
| Rg | Joueuse                 | Club         | C.s. |
| -- | ----------------------- | ------------ | ---- |
| 1. | Laura Giuliani          | AC Milan     | 11   |
| 2. | Diede Lemey             | US Sassuolo  | 9    |
| 3. | Francesca Durante (en)  | Inter Milan  | 7    |
| 4. | Camelia Ceasar (en)     | AS Rome      | 6    |
| 4. | Pauline Peyraud-Magnin  | Juventus     | 6    |
| 4. | Amanda Tampieri (it)    | UC Sampdoria | 6    |
| 5. | Roberta Aprile          | Juventus     | 5    |
| 8. | Alessia Capelletti (it) | SSD Empoli   | 4    |

## Bilan de la saison
| Championnat d'Italie féminin de football 2021-2022 |               |
| Champion                                           | Juventus      |
| Dauphin                                            | AS Rome       |
| Coupes et trophées                                 |               |
| Vainqueur de la Coupe d'Italie 2021-2022           | Juventus      |
| Qualifications continentales                       |               |
| Ligue des champions féminine de l'UEFA 2022-2023   | Juventus      |
| Ligue des champions féminine de l'UEFA 2022-2023   | AS Rome       |
| Promotions et relégations                          |               |
| Promus en Serie A                                  | FC Côme       |
| Relégués en Serie B                                | SSD Naples    |
| Relégués en Serie B                                | SS Lazio      |
| Relégués en Serie B                                | Hellas Vérone |